# Ołeksij Ajdarow
Ołeksij Petrowycz Ajdarow (ukr. Олексій Петрович Айдаров; biał. Аляксей Пятровіч Айдараў / Alaksiej Piatrowicz Ajdarau; ros. Алексей Петрович Айдаров/ Aleksiej Pietrowicz Ajdarow, ur. 15 listopada 1974 w Jekaterynburgu) – biathlonista reprezentujący barwy Białorusi, a od 2006 roku Ukrainy. Brązowy medalista igrzysk olimpijskich, czterokrotny medalista mistrzostw świata i Europy.

## Kariera
Pierwszy sukces w karierze osiągnął w 1993 roku, kiedy na mistrzostwach świata juniorów w Ruhpolding zdobył srebrny medal w biegu indywidualnym. W zawodach Pucharu Świata zadebiutował 8 grudnia 1994 roku w Bad Gastein, zajmując 12. miejsce w biegu indywidualnym. Tym samym już w debiucie zdobył pierwsze punkty. Na podium zawodów tego cyklu po raz pierwszy stanął 7 grudnia 1997 roku w Lillehammer, wygrywając rywalizację w biegu pościgowym. W zawodach tych wyprzedził Halvarda Hanevolda z Norwegii i Rosjanina Pawła Muslimowa. W kolejnych startach jeszcze cztery razy stawał na podium: 15 stycznia 1998 roku w Anterselvie i 11 lutego 1998 roku w Nagano był trzeci w biegu indywidualnym, 16 stycznia 1999 roku w Ruhpolding wygrał sprint, a 8 lutego 2003 roku w Lahti był trzeci w tej konkurencji. Najlepsze wyniki osiągnął w sezonach 1997/1998 i 1998/1999, kiedy zajmował 13. miejsce w klasyfikacji generalnej.
W 1995 roku wystartował na mistrzostwach świata w Anterselvie, gdzie zajął 18. miejsce w sprincie i ósme w biegu drużynowym. Na rozgrywanych rok później mistrzostwach świata w Ruhpolding wspólnie z Olegiem Ryżenkowem, Wadimem Saszurinem i Aleksandrem Popowem zdobył brązowy medal w sztafecie. W tej samej konkurencji Białorusini w składzie: Ołeksij Ajdarow, Piotr Iwaszka, Wadim Saszurin i Oleg Ryżenkow zwyciężyli podczas mistrzostw świata w Kontiolahti/Oslo w 1999 roku. W sztafecie zdobył również srebrny medal na mistrzostwach świata w Pokljuce w 2001 roku (razem z Alaksandrem Symanem, Olegiem Ryżenkowem i Wadimem Saszurinem) oraz brązowy podczas mistrzostw świata w Chanty-Mansyjsku dwa lata później (razem z Władimirem Draczowem, Rustamem Waliullinem i Olegiem Ryżenkowem). W startach indywidualnych najbliżej podium był podczas mistrzostw świata w Oslo/Lahti w 2000 roku, gdzie był piąty w biegu indywidualnym.
Swój jedyny medal olimpijski wywalczył podczas igrzysk w Nagano w 1998 roku, gdzie zajął trzecie miejsce w biegu indywidualnym. W zawodach tych wyprzedzili go jedynie Halvard Hanevold i Włoch Pieralberto Carrara. Na tej samej imprezie zajął też 37. miejsce w sprincie i czwarte w sztafecie. Brał również udział w igrzyskach olimpijskich w Salt Lake City w 2002 roku, zajmując między innymi 17. miejsce w biegu indywidualnym i ósme w sztafecie.
Ponadto zdobył brązowy medal w sztafecie na mistrzostwach Europy w Ridnaun (1996), srebrny w biegu indywidualnym i brązowy w sztafecie na mistrzostwach Europy w Forni Avoltri (2003) oraz złoty w sprincie podczas mistrzostw Europy w Nowosybirsku (2005).

## Osiągnięcia

### Igrzyska olimpijskie
| Rok  | Miejscowość    | Konkurencje | Konkurencje | Konkurencje | Konkurencje | Konkurencje | Konkurencje | Konkurencje |
| Rok  | Miejscowość    | IN          | SP          | PU          | MS          | RL          | MR          | SR          |
| ---- | -------------- | ----------- | ----------- | ----------- | ----------- | ----------- | ----------- | ----------- |
| 1998 | Nagano         | 3.          | 37.         | nd.         | nd.         | 4.          | nd.         | –           |
| 2002 | Salt Lake City | 17.         | 37.         | 48.         | nd.         | 8.          | nd.         | –           |

### Mistrzostwa świata
| Rok  | Miejscowość         | Konkurencje | Konkurencje | Konkurencje | Konkurencje | Konkurencje | Konkurencje | Konkurencje |
| Rok  | Miejscowość         | IN          | SP          | PU          | MS          | RL          | MR          | SR          |
| ---- | ------------------- | ----------- | ----------- | ----------- | ----------- | ----------- | ----------- | ----------- |
| 1995 | Anterselva          | –           | 18.         | nd.         | –           | nd.         | –           | –           |
| 1996 | Ruhpolding          | 42.         | 24.         | nd.         | nd.         | 3.          | nd.         | –           |
| 1997 | Osrblie             | 34.         | 21.         | 35.         | nd.         | 4.          | nd.         | –           |
| 1998 | Pokljuka/Hochfilzen | nd.         | nd.         | 17.         | nd.         | nd.         | nd.         | –           |
| 1999 | Kontiolahti/Oslo    | 35.         | 8.          | 7.          | 25.         | 1.          | nd.         | –           |
| 2000 | Oslo/Lahti          | 5.          | 16.         | 10.         | 25.         | 4.          | nd.         | –           |
| 2001 | Pokljuka            | 33.         | 28.         | 30.         | 26.         | 2.          | nd.         | –           |
| 2003 | Chanty-Mansyjsk     | 47.         | 53.         | 37.         | –           | 3.          | nd.         | –           |
| 2004 | Oberhof             | 10.         | –           | –           | 18.         | 4.          | nd.         | –           |
| 2005 | Hochfilzen          | 30.         | –           | –           | 11.         | 1.          | nd.         | –           |
| 2007 | Anterselva          | 44.         | 29.         | 31.         | –           | 8.          | –           | –           |
| 2008 | Östersund           | –           | 52.         | 53.         | –           | 10.         | 13.         | –           |

### Puchar Świata

#### Miejsca w klasyfikacji generalnej
| Sezon     | Miejsce |
| --------- | ------- |
| 1994/1995 | 35.     |
| 1995/1996 | 48.     |
| 1996/1997 | 37.     |
| 1997/1998 | 13.     |
| 1998/1999 | 13.     |
| 1999/2000 | 23.     |
| 2000/2001 | 41.     |
| 2001/2002 | 44.     |
| 2002/2003 | 47.     |
| 2003/2004 | 35.     |
| 2004/2005 | 70.     |
| 2005/2006 | 31.     |
| 2006/2007 | 83.     |
| 2007/2008 | 39.     |

#### Miejsca na podium w zawodach chronologicznie
| Lp. | Dzień       | Rok  | Miejscowość | Konkurencja                | Lokata | Pudła   | Czas biegu | Strata | Zwycięzca        |
| --- | ----------- | ---- | ----------- | -------------------------- | ------ | ------- | ---------- | ------ | ---------------- |
| 1.  | 7 grudnia   | 1997 | Lillehammer | Bieg indywidualny na 20 km | 1.     | 0+0+0+0 | 34:26,1    | –      | –                |
| 2.  | 15 stycznia | 1998 | Anterselva  | Bieg indywidualny na 20 km | 3.     | 0+1+0+1 | 55:00,6    | +36,7  | Halvard Hanevold |
| 3.  | 11 lutego   | 1998 | Nagano      | Bieg indywidualny na 20 km | 3.     | 0+0+0+1 | 56:14,4    | +32,1  | Halvard Hanevold |
| 4.  | 16 stycznia | 1999 | Ruhpolding  | Sprint na 10 km            | 1.     | 0+0     | 24:42,6    | –      | –                |
| 5.  | 8 lutego    | 2003 | Lahti       | Sprint na 10 km            | 3.     | 0+0     | 26:27,5    | +6,3   | Alexander Wolf   |